# Polar Storm
Polar Storm ist ein kanadischer Katastrophenfilm aus dem Jahre 2009.
Inhalt: Durch den Einschlag eines Kometen auf der Erdoberfläche verschiebt sich das Magnetfeld unseres Planeten. Heftige todbringende elektromagnetische Druckwellen ziehen in der Folge über die Erdoberfläche. Vergebens versucht vorerst der Wissenschaftler Dr. Mayfield den US-Präsidenten vom drohenden Weltuntergang zu überzeugen. Erst als ausgehend von den magnetischen Druckwellen weitere Todesopfer zu beklagen sind, wird von der US-Regierung der nationale Notstand ausgerufen und die Vorschläge von Dr. Mayfield zur Rettung der Erde umgesetzt. Mit der Detonation zweier in einem U-Boot unter dem Meeresspiegel abgeworfenen Atombomben gelingt es Mayfield, das magnetische Gleichgewicht der Erde wiederherzustellen.

## Handlung
Der Komet Kopernikus nähert sich bedrohlich nah der Erde, soll jedoch gemäß offizieller Stellen in genügend sicherem Abstand an unserem Planeten vorbeifliegen. Der Astrophysiker Dr. James Mayfield schließt jedoch eine Kollision des Kometen mit der Erde nicht aus. Zusammen mit seinem Mitarbeiter Peter begibt sich Mayfield an den errechneten Standort der dichtesten Annäherung des Kometen an die Erde, um dort für die Wetterbehörde wissenschaftliche Messungen vorzunehmen. Es kommt zur großen Katastrophe, ein abgelöstes Fragment des Kometen schlägt auf der Erdoberfläche ein und löscht in den Regionen um Alaska, Nordkanada und im Osten Russlands das Leben von 2,5 Millionen Menschen aus (der eigentliche Kometeneinschlag wird im Film nicht bildlich dargestellt). Dr. Mayfield gelingt es in letzter Sekunde, in einem Lawinenbunker Schutz vor dem Einschlag und der dadurch entstehenden Druckwelle zu finden, derweil Peter ums Leben kommt.
Während der US-Präsident in einer TV-Ansprache davon spricht, dass der Einschlag keine weiteren Folgen für die Öffentlichkeit haben wird, scheint für Dr. Mayfield die eigentliche Katastrophe der Menschheit erst bevorzustehen. Gemäß seinen Berechnungen stellt er fest, dass sich das Magnetfeld der Erde verschoben hat. Am Beispiel einer Sonnenuhr lässt er der Öffentlichkeit seine Theorie in einer Fernsehsendung vermitteln und beweist, dass sich der Sonnenstand um 10 Grad versetzt hat. Dies bedeutet, dass sich die Erdachse um 10 Grad neigte und somit nicht mehr mit den magnetischen Polen übereinstimmt. Nach seiner Theorie kann dies schwerwiegende Konsequenzen für das Magnetfeld der Erde haben und letztendlich zu einem „Polwechsel“ führen.
Nebenhandlung: Shane, der Sohn von Dr. Mayfield, demoliert in der Nacht des Meteoreinschlags in der Schule bei einem Streit mit seinem Mitschüler Kevin ein teures Teleskop. Die Lehrerin Cynthia Mayfield (gleichzeitig die Stiefmutter von Shane) bestraft die beiden zur Bezahlung des entstandenen Schadens. Kevin fordert folgend Shane zu einem Auto-Straßenrennen im Park heraus, um so die Begleichung des Schadens im Wettkampf zu regeln. Noch bevor Kevins Freundin Zoe (auf welche auch Shane ein Auge geworfen hat) das Rennen freigibt, wird durch ein Erdbeben die Straße aufgerissen und Kevin in seinem Fahrzeug mitgerissen, derweil Shane und Zoe gerade noch rechtzeitig das Weite suchen können.
Aufregung im Beraterstab um den US-Präsidenten, nachdem Dr. Mayfield die als „geheim“ eingestuften Daten der Wetterbehörde zu den Auswirkungen des Meteoreinschlags der Öffentlichkeit kundtat. Dr. Mayfield wird deshalb zum Militärstützpunkt beordert. Dort trifft er erstmals seit fünf Jahren auf seinen Vater, welcher als General als Sicherheitsberater für den US-Präsidenten tätig ist. In einer Videokonferenz mit dem US-Präsidenten und seinem wissenschaftlichen Berater Dr. Elman erhält Dr. Mayfield die Gelegenheit, seine Weltuntergangstheorie, die durch den Poltausch ausgelöste Auflösung des schützenden Erdmagnetfeldes, persönlich dem Präsidenten zu erläutern. Mayfields Aussagen werden jedoch nicht als glaubhaft aufgenommen, Mayfield wird sogar aufgefordert, diesbezüglich weitere Aussagen in der Öffentlichkeit zu unterlassen.
Noch während Dr. Mayfield sich im Auto auf dem Weg zurück zu seiner Familie befindet, überrollen mehrere elektromagnetische Druckwellen größere Gebiete der Staaten, die Bewohner vieler Städte werden durch Stromschlag getötet. Dr. Mayfield selber bleibt nur deshalb unversehrt, weil er während der „Druckwelle“ sich nicht direkt in der Nähe einer elektrischen Quelle (Auto mit laufendem Motor) befand. Von einer Telefonzelle aus kann Mayfield Kontakt mit der Wetterbehörde aufnehmen und erfährt dort von der Wissenschaftlerin Pam, dass ausschließlich jene Gebiete von den elektromagnetischen Druckwellen betroffen waren, welche sich im Umkreis eines „Minipols“ befinden.
Dr. Mayfield fährt zu seiner Familie und erteilt ihnen die Weisung, die Stadt „Lindenville“ umgehend zu verlassen und nach „Little Brook“ zu fahren, die nächste sichere Stadt außerhalb des von Mayfield definierten Gebietes eines „Minpols“. Dr. Mayfield selber entscheidet sich, noch einmal zum Militärstützpunkt zu fahren, um dort die US-Regierung von seinen neuen Erkenntnissen zu orientieren. Der US-Präsident hat inzwischen den Nationalen Notstand ausgerufen und selber angeordnet, Dr. Mayfield aufzufinden.
Entgegen der Anweisung von Dr. Mayfield, Lindenville umgehend zu verlassen, ordnen die Behörden die Bevölkerung an, sich im Gemeindezentrum von Lindenville einzufinden. Auch Cynthia und Shane werden bei einer Straßensperre von der Armee genötigt, zurück nach Lindenville zu fahren. Dort angekommen, überquert eine weitere elektromagnetische Druckwelle die Stadt. Im Gemeindezentrum versucht Cynthia vergebens, den Kommandanten zu überreden, die im Gemeindezentrum befindlichen Bewohner aus der Stadt zu evakuieren. Cynthia und Shane Mayfield verlassen deshalb „ohne Erlaubnis“ zusammen mit Zoe und ihrem Vater Michael die Stadt. Die nächste elektromagnetische Druckwelle bewirkt wie vorausgesagt den Tod der sich im Gemeindehaus aufhaltenden Personen.
Im Auto von Michael fahren die vier in Richtung Little Brook. Als eine Druckwelle durch entsprechende Geräusche im Autoradio sich ankündigt, schalten sie korrekt das Fahrzeug aus. In diesem Moment werden sie von einer Person mit Waffengewalt zum Aussteigen gezwungen. Als diese Person mit dem Fahrzeug wegfahren will, bewirkt die elektromagnetische Druckwelle dem Autodieb einen schnellen Tod. Shane gelingt es bei der nächsten Druckwelle, mit der über die Radioantenne eingefangenen statischen Ladung, die vorgängig entleerte Autobatterie wieder aufzuladen, so dass die Fahrt fortgesetzt werden kann. Dies jedoch ohne Michael, dessen Herzschrittmacher den elektromagnetischen Druckwellen nicht standhielt.
Dr. Mayfield kann nun auch den US-Präsidenten und seinen Beraterstab vom drohenden Weltuntergang überzeugen. Er schlägt vor, mittels einer abzuwerfenden Atombombe das magnetische Gleichgewicht wiederherzustellen. Dieser Plan misslingt jedoch, da das Flugzeug selber in eine elektromagnetische Druckwelle gerät und dadurch abstürzt.
Die magnetischen Druckwellen verhindern einen weiteren Flugzeugeinsatz. Dr. Mayfield schlägt deshalb vor, zwei Atombomben am Marianengraben in einer Tiefe von 11.000 Meter unter dem Meeresspiegel zur Zündung zu bringen. Da die Bordcomputer aller US-amerikanischen U-Boote ausgefallen sind, steht zur Rettung der Erde nur noch ein älteres russisches U-Boot zur Verfügung. Unter dem Kommando des Captain Yolenkov sticht das russische U-Boot in die Tiefen des Meeres, mit Vater und Sohn Mayfield an Bord. Dr. James Mayfield gelingt es, die für eine erfolgreiche Zündung erforderliche Sprengsequenz zu errechnen, die beiden Sprengköpfe werden zur Zündung vorbereitet und abgeworfen. Die Hoffnung, im U-Boot der Detonationswelle zu entkommen, scheint vorerst unmöglich zu sein. Durch den Auftrieb des Dampfes eines unterirdischen Vulkans wird das U-Boot aus dem Explosionskreis katapultiert, so dass das Boot zwar kräftig durchgeschüttelt wird, jedoch unversehrt wieder auftauchen kann.
Durch die erfolgreiche Sprengung der Atom-Sprengköpfe konnte das Erdmagnetfeld wieder in seine ursprüngliche Position gebracht werden.

## Hintergrund
- Der Film wurde nicht als Kinofilm, sondern ausschließlich im Jahr 2008 als Fernsehfilm und zur DVD-Veröffentlichung produziert (Produktionsfirma: Insight Film Studios Ltd.). In den USA wurde der Film erstmals am 28. März 2009 ausgestrahlt.[2] Die Veröffentlichung der deutschsprachigen DVD erfolgte am 16. Oktober 2009.[3]

- Zu Beginn des Filmes wird, quasi als Vorschau, eine 2:38 Minuten dauernde Filmsequenz gezeigt, welche nach 48:40 dem Filmablauf entsprechend noch einmal wiederholt wird.

## Kritik
TV Spielfilm nennt den TV-Katastrophenfilm „Apokalypsen-Mumpitz mit billigen Tricks“. Sie rieten: „Beim Fernsehen auf Kompass achten, und falls sich die Nadel um 180° dreht, schnell ausschalten!“